# ورد متكور
ورد متكور (الاسم العلمي:Rosa glomerata) هو نوع من النباتات يتبع جنس الورد من الفصيلة الوردية.